# 美軍75毫米坦克炮

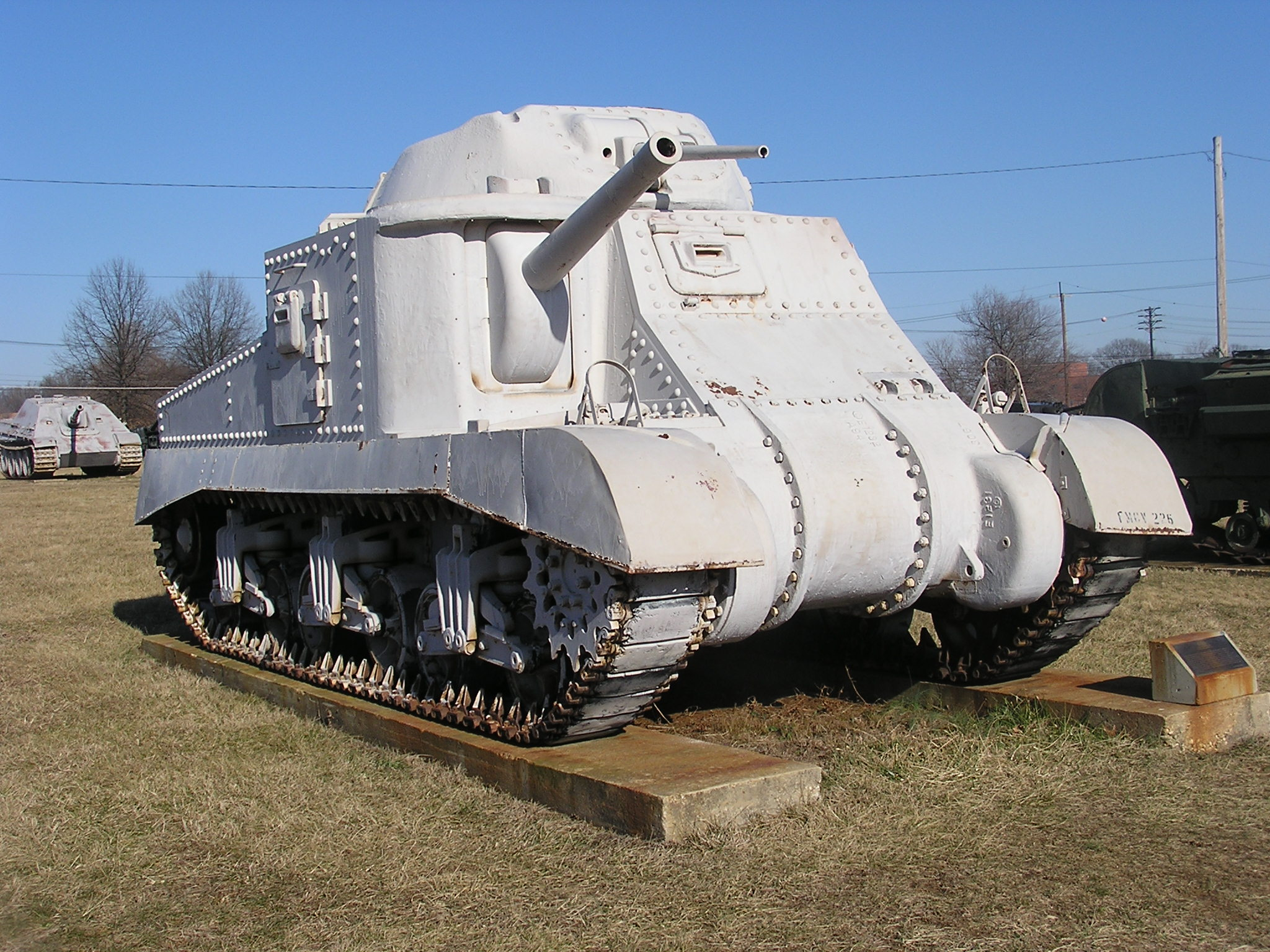
搭載了75毫米火砲的M3「格蘭特將軍」中型坦克。

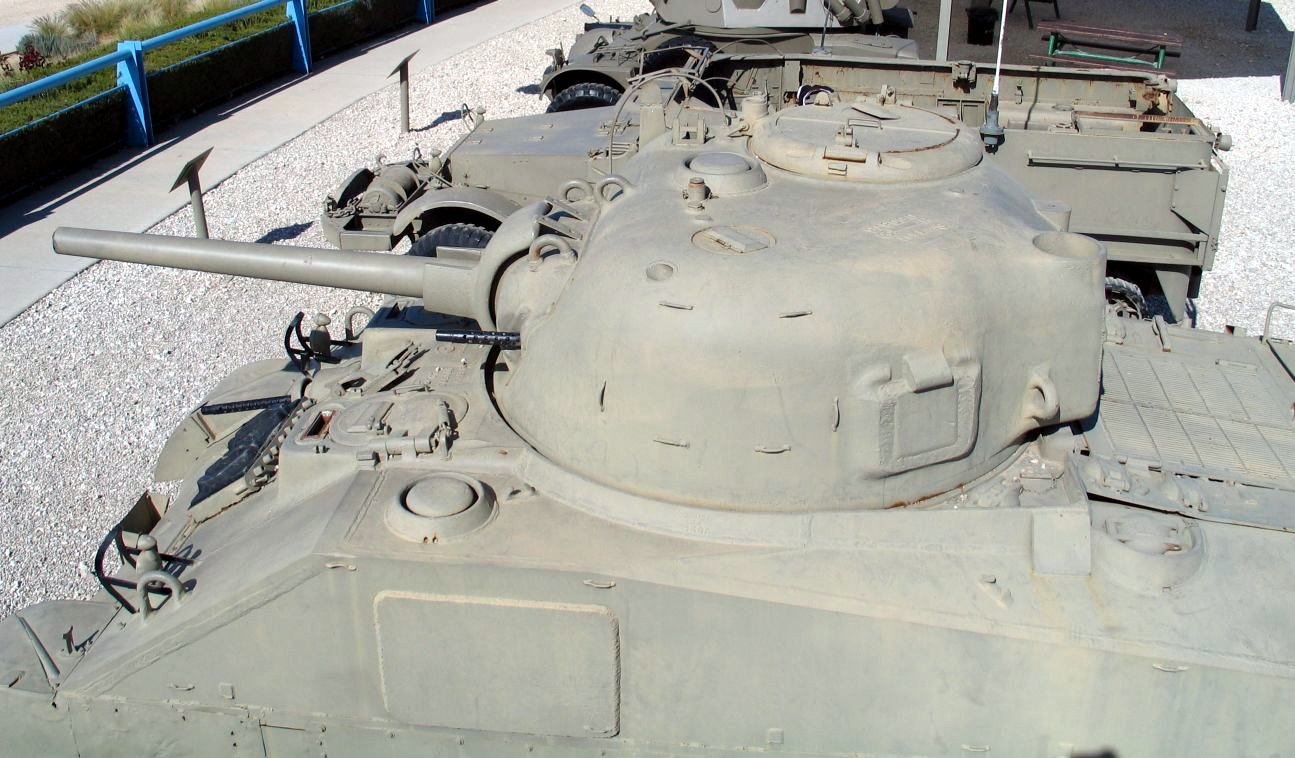
搭載了75毫米M3坦克炮的M4「雪曼」中型坦克。

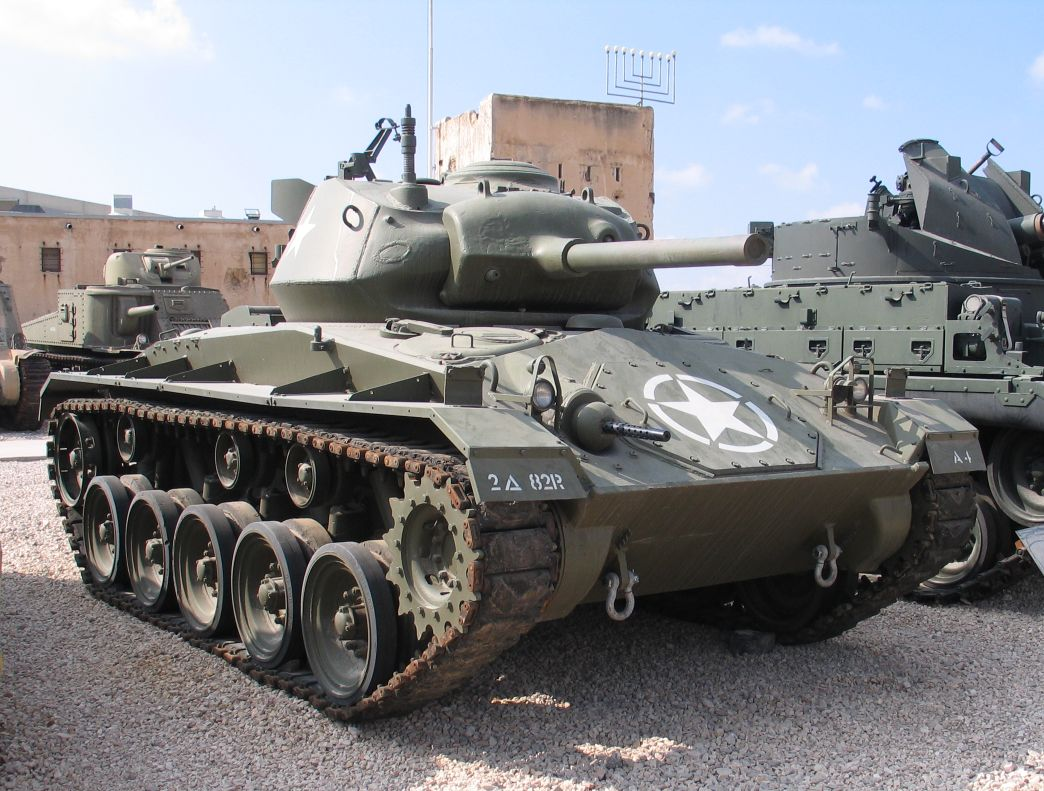
搭載了75毫米M6坦克炮的M24「霞飛」輕型坦克。

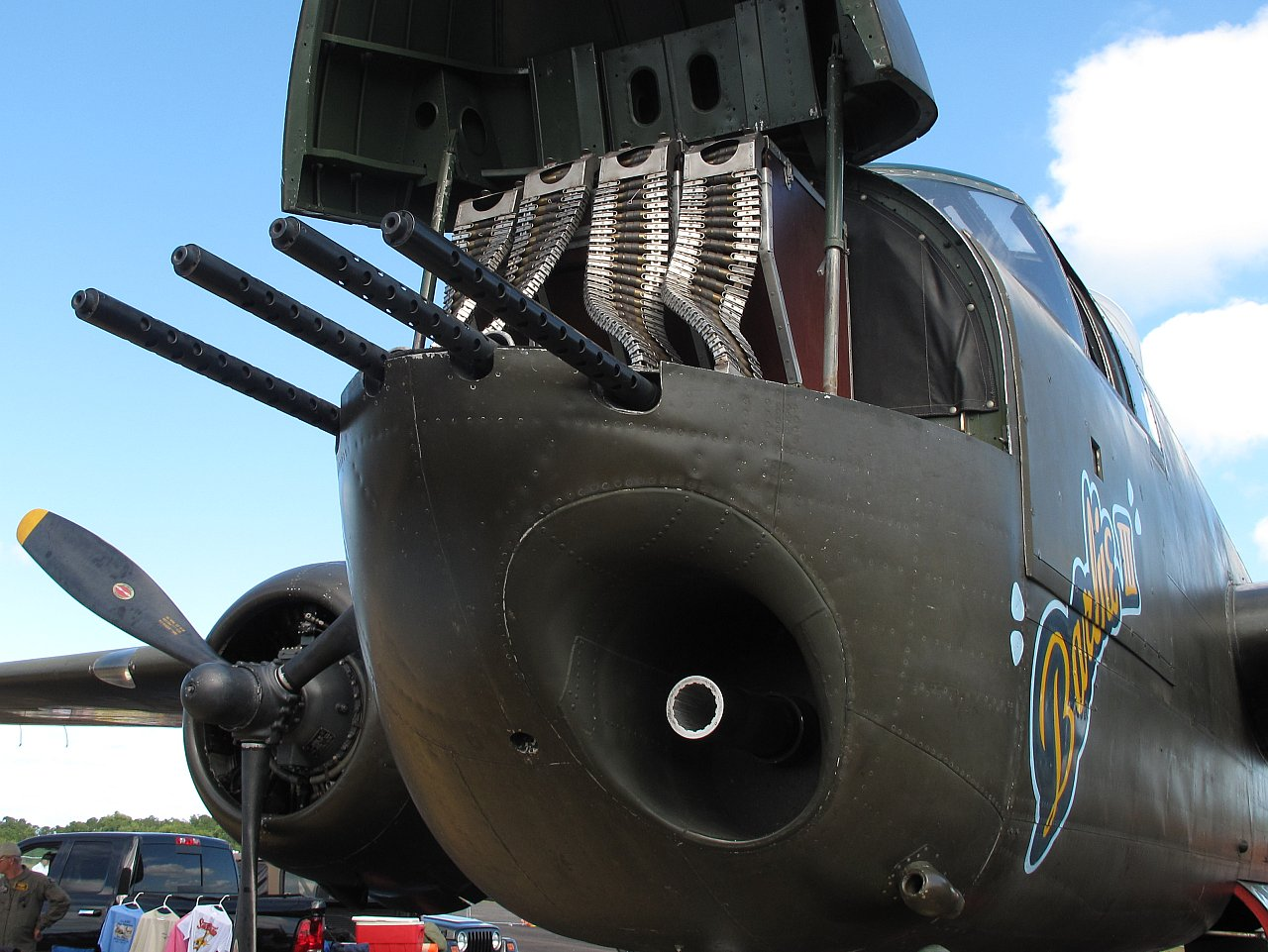
展示其搭載的75毫米M5航空炮（圖下）和4挺白朗寧M2 .50口徑重機槍的柔性輸彈槽和槍管（圖上）的B-25H“芭比III”。

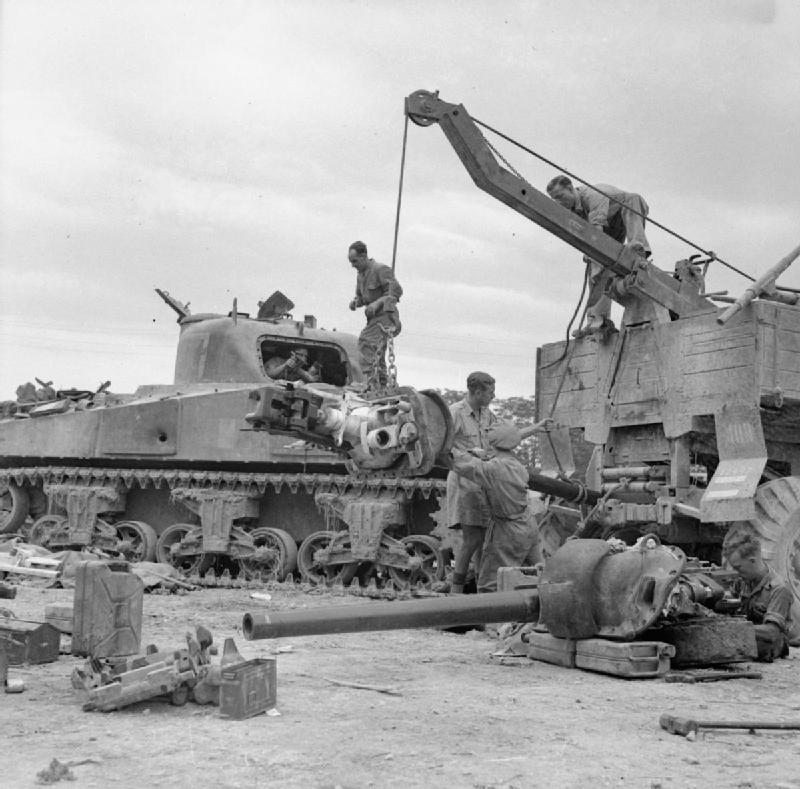
1944年6月30日，在意大利佩鲁贾，第26英國裝甲旅所屬的工程車維修M4雪曼戰車期間的兩門M3坦克炮。

美軍75毫米坦克炮，即M2和其後的M3是一系列由美國於第二次世界大战時期的制式坦克炮，主要搭載於戰爭中的兩款美國主力中型坦克，M3「李將軍」坦克（M2或M3坦克炮）和M4「雪曼」坦克（M3坦克炮）和M24霞飛輕型坦克上。
戰時研發的輕量化M6和M5衍生型號分別被用以搭載於M24「霞飛」輕型戰車和B-25「米切爾」轰炸机的-G和-H次型以上。M3亦被用以搭載於原型M7中戰車的平台以上。

## 歷史
75毫米坦克炮可追溯至第一次世界大战中著名的法國Modele 1897式75毫米野戰炮，而美國也在一戰時大量使用自法國進口與授權自製量產，美軍的制式化命名為75毫米M1897野戰炮並一直沿用至第二次世界大戰。轉用成戰車炮後仍繼續採用與野戰炮相同規格的75×350R彈藥。主要的彈藥是6.76千克（14.9磅）M48高爆彈，炮口初速為625米／秒（2,050英尺／秒），內部填充了1.5磅（680克）的TNT裝藥（爆炸能量達2,845千焦耳），並可選擇引信：超靈敏型（SQ）和延遲型（PD），分別延遲0.05和0.15秒。其中超靈敏型是標准引信設置，而延遲型則是用於應付結構、火炮位置或輕裝甲保護車輛。野戰炮的炮身和彈藥兩者的淵源，保證了M2／3／6系列的高爆彈在其口徑而言有著非常有效的破壞力。M48有兩種可供選擇的彈藥型號，分為標準型和增壓型，而後者增加的推進力可提升其初速（從450米／秒（1,470英尺／秒）提升至575米／秒（1,885英尺／秒））和射程（超過2,300碼）。
75毫米坦克炮所發射的其他重要炮彈種類包括用於對付範圍開放的近距離步兵部隊的T30碳罐彈。這炮彈在本質上是一枚裝滿大量用作彈丸的鋼球的巨型散彈槍彈藥，並主要用於太平洋地區戰爭。還有從彈頭尾端噴射出六氯乙烷（HC）的M89煙霧彈和M64白磷彈（WP，又稱“威利皮特”），這些彈種證明在諾曼底周圍的博卡日戰鬥中非常有效。最後，還有兩種不同的穿甲彈。
第一款穿甲彈是6.32千克（13.9磅）的M72穿甲曳光彈（AP-T），這是一種普通的無被帽穿甲彈，由於空气动力学不佳，導致其性能低下。M72被6.63千克（14.62磅）的M61風帽被帽穿甲高爆曳光彈（APCBC-HE-T）所取代。由較柔軟的金屬製鈍軟的穿甲被帽，有助於防止炮彈在較高的速度以下粉碎，並可有效地對付傾斜和正面硬化的裝甲。而更符合空氣動力學的風帽可起到降低空氣阻力的作用，改善其彈道性能，保持了炮彈速度，並因此在更遠的距離上增加了其貫穿力。一旦拋射彈藥貫穿目標，藏於炮彈底部空腔裡的小型炸藥就會引爆，破壞砲彈並增加敵方載具內部的毀壞力。而曳光劑則是有助於第二發炮擊的瞄準。但在實戰中，大多數發配到部隊M61炮彈都並沒有裝填著爆炸性裝藥。
M61A1採用了一種改進的方法，將風帽裝上炮彈以上。M61的炮口初速為617米／秒（2,024.28英尺／秒），並且能夠在距離垂直方向為0°、距離為500碼以下貫穿81毫米（3.2英寸）的軋壓均質裝甲板。根據1942年時的標準，這是完全可以接受的表現。這種彈藥類型對中型戰車，如三號坦克和四號坦克（直到F2型）有著致命的破壞力，因為這些坦克只受到最大50毫米（砲塔正面）的正面硬化裝甲的保護，而且傾斜度很小，75毫米的M3坦克炮搭配M61已經能夠從至少1,500米的範圍貫穿它。然而，在1942年3月，德國推出了四號坦克G型，它配備的75毫米口徑KwK 40坦克炮長達48倍徑，車體正面裝甲增掛一層厚30毫米表面硬化裝甲板，使裝甲厚度增加到80公厘——儘管，它的砲塔和炮盾厚裝甲度仍然保持在50毫米。但盟軍換裝的M4「雪曼」戰車因為裝甲較M3李戰車有所改良，有效地彌補了M3坦克炮因敵軍火力與防禦力提升後在戰力優勢有所下滑的事實；德國國防軍陸軍武器局第一分部（Waffen Prüfen 1，簡稱Wa Pruef 1）估計當在30度側角著彈時，KwK 40坦克炮難以貫穿M4「雪曼」的傾斜裝甲，而75毫米M3坦克炮卻可在相同的情況以下從100公尺貫穿四號G型坦克的車體。
第二次世界大戰初期的英國坦克主炮則是採用高初速、小口徑的反坦克炮，包括口徑40公厘的QF 2磅炮和口徑57公厘的QF 6磅炮用作其主要裝備。但用作坦克炮時，這些火炮都有著很大的缺點，要么並沒有真正有效的高爆彈藥，要么甚至根本沒有配套的高爆彈。自軍援的美軍戰車體驗到美軍75公厘戰車炮在反裝甲與步兵支援的彈性後，英國放棄了在戰車上搭載6磅炮，選擇跟隨美軍的規格，以國內已有的火炮改造開發QF 75毫米坦克炮，並兼用美軍的炮彈減輕後勤負擔。到1944年，該炮已經成為英國戰車的主力武器，搭配於克倫威爾巡航坦克和丘吉爾步兵坦克，並於歐洲西北部的戰役當中使用。
M3戰車炮的反戰車火力對1942年中期以後的軸心國戰車已經難以應付，因此美軍在1943年開始投入新型戰車炮，1944年以後配備部隊的M4中戰車上換用穿甲效果更有效的M1 76毫米坦克砲與M7三英寸戰車炮，M3戰車炮系列從中型戰車的配備中逐步退場，但改良成緊緻的尺寸轉用在輕型戰車與中型轟炸機，使得該型炮仍有發揮功用的空間。

## 衍生型
T6
以M1897野戰炮為藍本的實驗性高射炮。炮管倍徑從L/36縮短為L/31，而諾典飛爾德式螺紋後膛則被滑塊式後膛所取代。
T7／M2
T6適配於用作坦克所搭載的主炮的型號。搭載於M3「李將軍」的早期型。
- 炮管長度：31倍徑（2,325毫米）
- 炮口初速：588米／秒（1,929英尺／秒），裝填M72穿甲彈

T8／M3
M2的延長炮管衍生型。裝備於美國和英國的載具，比如M4「雪曼」、M3「李將軍」的後期型和丘吉爾Mk III／IV（從北非戰場上被擊毀的雪曼坦克以上轉用過來）以上。美國陸軍還曾試驗將M3安裝在各種輪式炮架以上用作反坦克炮，但由於缺乏要求，該計劃被取消。
- 炮管長度：40倍徑（3,000毫米）
- 炮口初速：619米／秒（2,031英尺／秒），裝填M72穿甲彈

M4
75毫米M4高射砲是中型坦克使用的M3坦克炮修改型。它與M3坦克炮不同之處在於炮架座以上的液壓管中樣條式緩沖機構。它安裝在M6炮架以上。
T13E1／M5
這是M3坦克炮的輕量化版本，採用了較輕便的薄壁炮管和不同的緩沖機構，搭載於B-25H「米切爾」中型轰炸机以上。它使用與M3相同的彈藥並具有與其相同的彈道。
M6
T13E1適配於M24「霞飛」輕型坦克的版本。
- 炮管長度：39倍徑（2,925毫米）
- 炮口初速：619米／秒（2,031英尺／秒），裝填M72穿甲彈

## 貫穿力比較

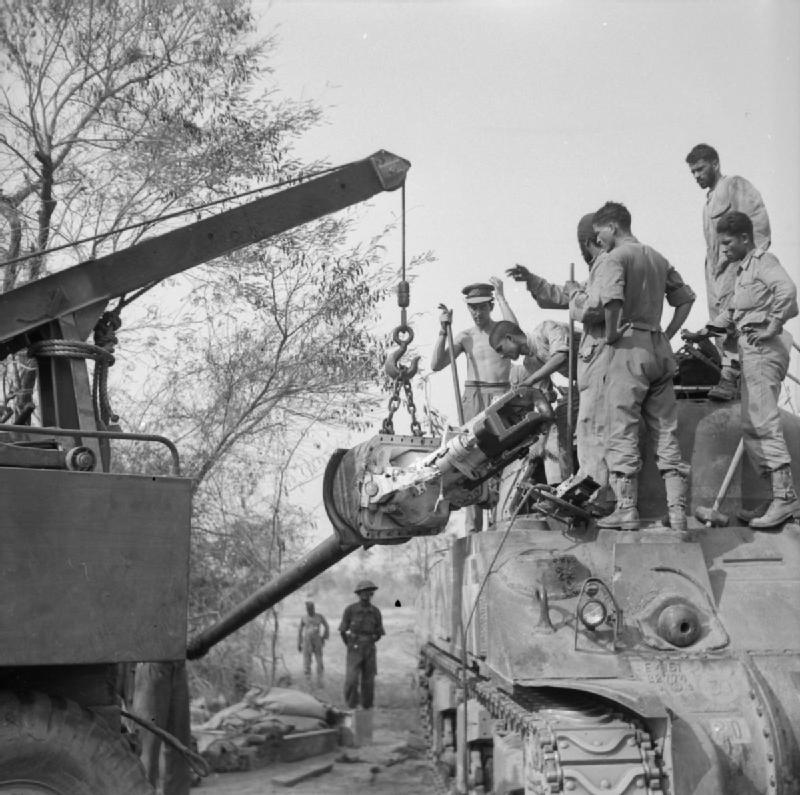
1945年3月29日，在緬甸東沙鎮附近，第5印度師所屬的坦克工程車將一門M3坦克炮從M4雪曼坦克裡搬出來。

| 火炮類型                    | 彈藥類型            | 炮口初速                    | 貫穿力（毫米） | 貫穿力（毫米） | 貫穿力（毫米） | 貫穿力（毫米） | 貫穿力（毫米） | 貫穿力（毫米） | 貫穿力（毫米） | 貫穿力（毫米） | 貫穿力（毫米） | 貫穿力（毫米） | 貫穿力（毫米） |
| 火炮類型                    | 彈藥類型            | 炮口初速                    | 100公尺        | 250公尺        | 500公尺        | 750公尺        | 1,000公尺      | 1,250公尺      | 1,500公尺      | 1,750公尺      | 2,000公尺      | 2,500公尺      | 3,000公尺      |
| --------------------------- | ------------------- | --------------------------- | -------------- | -------------- | -------------- | -------------- | -------------- | -------------- | -------------- | -------------- | -------------- | -------------- | -------------- |
| 75毫米L/31 （M2坦克炮）     | M61對上表面硬化装甲 | 563米／秒 （1,850英尺／秒） | 92             | 89             | 84             | 79             | 75             | 71             | 67             | 63             | 59             | 53             | 47             |
| 75毫米L/31 （M2坦克炮）     | M61對上軋壓均質裝甲 | 563米／秒 （1,850英尺／秒） | 78             | 76             | 72             | 68             | 65             | 61             | 58             | 55             | 52             | 47             | 42             |
| 75毫米L/31 （M2坦克炮）     | M72對上表面硬化裝甲 | 563米／秒 （1,850英尺／秒） | 82             | 76             | 67             | 59             | 52             | 45             | 40             | 35             | 31             | 24             | 19             |
| 75毫米L/31 （M2坦克炮）     | M72對上軋壓均質裝甲 | 563米／秒 （1,850英尺／秒） | 95             | 90             | 81             | 73             | 66             | 60             | 54             | 49             | 45             | 36             | 30             |
| 75毫米L/40 （M3／M6坦克炮） | M61對上表面硬化裝甲 | 618米／秒 （2,030英尺／秒） | 102            | 99             | 95             | 90             | 86             | 82             | 79             | 75             | 72             | 65             | 60             |
| 75毫米L/40 （M3／M6坦克炮） | M61對上軋壓均質裝甲 | 618米／秒 （2,030英尺／秒） | 88             | 85             | 81             | 77             | 73             | 69             | 65             | 62             | 59             | 53             | 47             |
| 75毫米L/40 （M3／M6坦克炮） | M72對上表面硬化裝甲 | 618米／秒 （2,030英尺／秒） | 91             | 85             | 75             | 66             | 58             | 51             | 45             | 40             | 35             | 27             | 21             |
| 75毫米L/40 （M3／M6坦克炮） | M72對上軋壓均質裝甲 | 618米／秒 （2,030英尺／秒） | 109            | 102            | 92             | 84             | 76             | 68             | 62             | 56             | 51             | 41             | 34             |

### 年代、功能、性能相近的其他火砲
- QF 75毫米坦克炮：當代英國坦克炮
- 7.5厘米KwK 40坦克炮：當代德國坦克炮
- 76.2毫米F-34坦克炮：當代蘇聯坦克炮

### 美國前世代的武器
- M3/M6 37毫米坦克炮

### 美國次世代的武器
- M1 76毫米坦克炮
- M3 90毫米坦克炮

## 資料來源
1. 1 2  Jentz, Thomas; Doyle, Hilary. . Osprey Publishing. 2001: 20–21. ISBN 1841761826.
2. ↑  Bird, Lorrin Rexford; Livingston, Robert D. . Overmatch Press. 2001: 62–63.

## 外部連結
- （英文）—Armor penetration table of US 75 mm M3 L/40 guns (search for Intelligence then Text Database of Penetration Data and select US guns)